# Tristemonanthus mildbraedianus
Tristemonanthus mildbraedianus là một loài thực vật có hoa trong họ Dây gối. Loài này được Loes. miêu tả khoa học đầu tiên năm 1940.